# Serralada del Príncep Alexander
La Serralada del Príncep Alexander són unes muntanyes de Papua Nova Guinea. La serralada es troba a la costa nord de Nova Guinea. Les Muntanyes Torricelli es troben a l'oest i la conca del riu Sepik es troba al sud. El Mont Turu és un pic notable, situat cap a l'extrem oriental de la serralada. Administrativament està partida entre les províncies de Sandaun i de Sepik Oriental.

## Ecologia
La part de la serralada per sobre dels 1.000 metres d'altitud acull l'ecoregió de les selves pluvials montanes del nord de Nova Guinea, que també s'estén per parts de les serralades veïnes. Els vessants per sota dels 1.000 metres formen part dels boscos pluvials de terres baixes i dels pantans d'aigua dolça del nord de Nova Guinea.

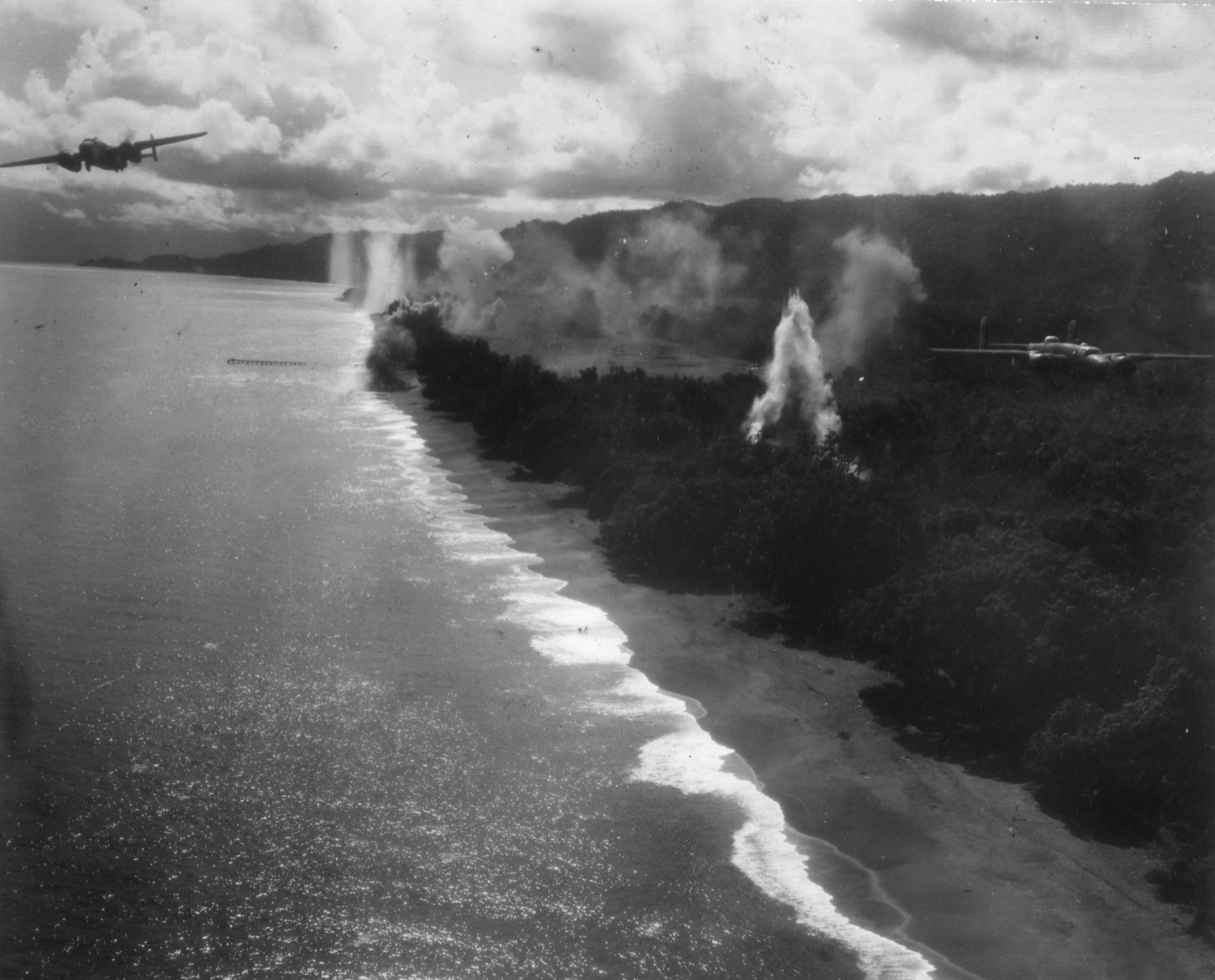
Bombardeigs sobre Wewak. La serralada P. Alexander al fons. 1943
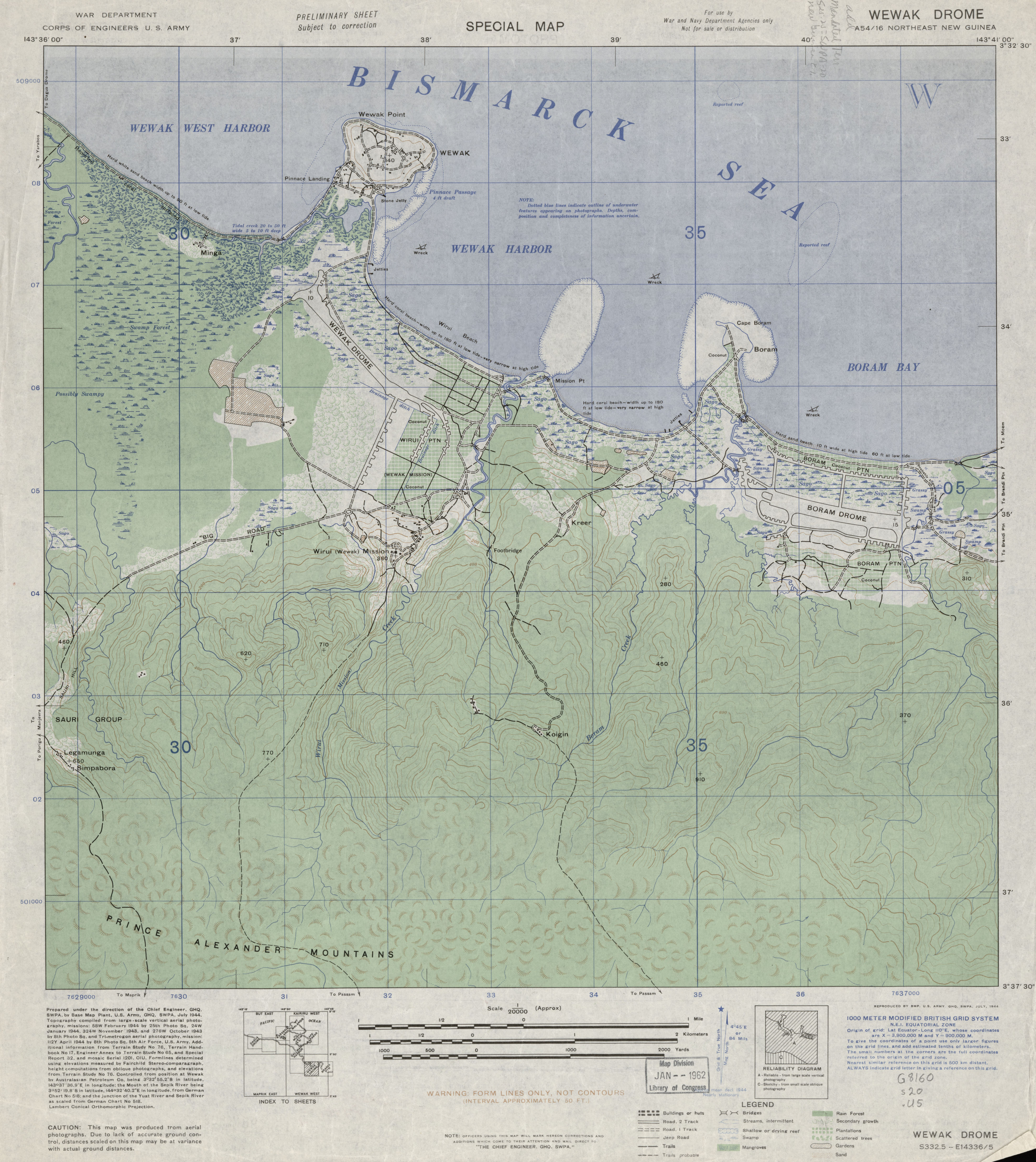
Mapa de l'exèrcit estatunidenc. 1944. La serralada apareix a la part inferior del mapa.
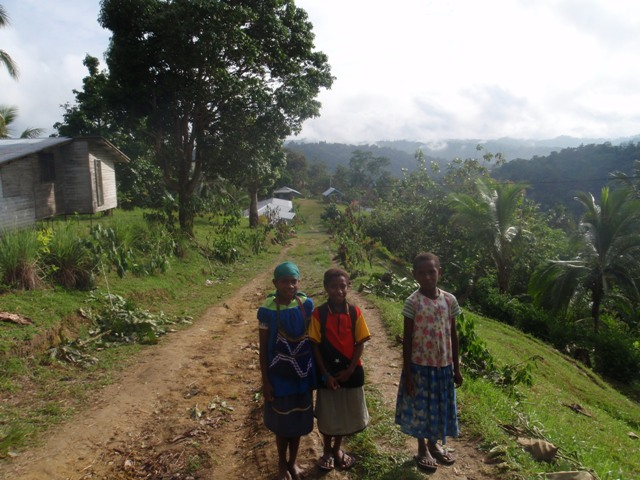
Paisatge de la Serralada. Dreikikir Rural LLG. 2008
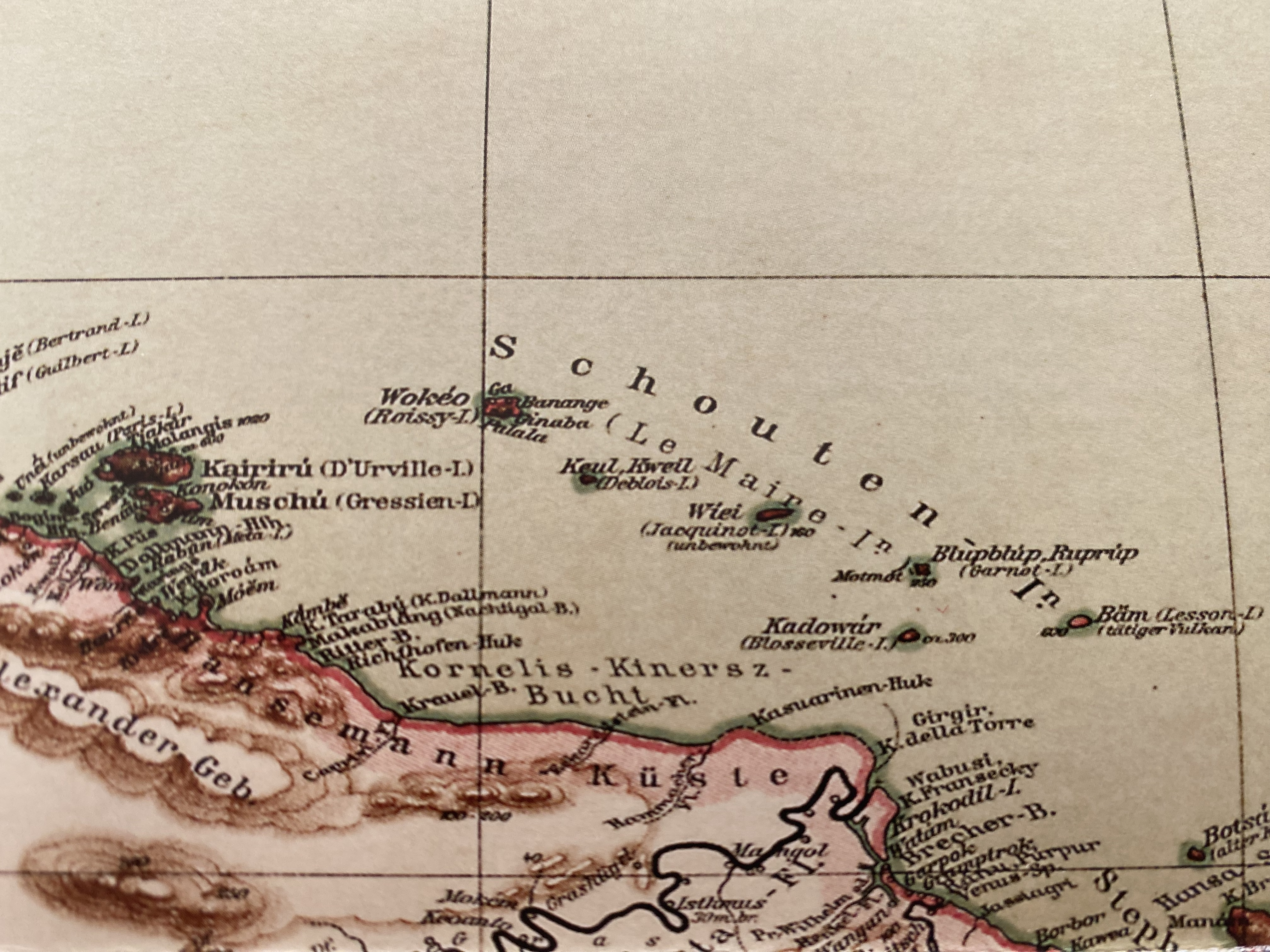
Mapa colonial alemany. Paral·lela a la Costa Hanseàtica trobem la Serralada (Prinz-Alexander-Gebirge). 1910